# Cantone di Plouguenast
Il Cantone di Plouguenast era una divisione amministrativa dell'Arrondissement di Saint-Brieuc.
A seguito della riforma approvata con decreto del 13 febbraio 2014, che ha avuto attuazione dopo le elezioni dipartimentali del 2015, è stato soppresso.

## Composizione
Comprendeva 5 comuni:
- Gausson
- Langast
- Plémy
- Plessala
- Plouguenast